# 住吉郵便局 (大阪府)
住吉郵便局（すみよしゆうびんきょく）は、大阪府大阪市住吉区にある郵便局。民営化前の分類では集配普通郵便局であった。

## 概要
住所：〒558-8799 大阪府大阪市住吉区我孫子西2-10-1

### 併設施設
- ゆうちょ銀行住吉店（大阪支店住吉出張所）：取扱店番号402450

## 沿革
- 1988年（昭和63年）6月27日 - 住吉郵便局として、住吉区我孫子西二丁目に開局[1]。住之江郵便局から住吉区内の集配業務を移管。
- 1990年（平成2年）3月23日 - 花の万博の開催に合わせ、大阪市周辺の主な郵便局40局において、風景印を花をかたどった変形印に変更（当局は住吉区の花であるかきつばた）。
- 1999年（平成11年） - 外国通貨の両替および旅行小切手の売買に関する業務取扱を開始。
- 2007年（平成19年）10月1日 - 民営化に伴い、併設された郵便事業住吉支店、ゆうちょ銀行住吉店に一部業務を移管。
- 2012年（平成24年）10月1日 - 日本郵便株式会社発足に伴い、郵便事業住吉支店を住吉郵便局に統合。
- 2022年（令和4年）4月1日-かんぽサービス部を設置。

## 取扱内容

### 住吉郵便局
- 郵便、印紙、ゆうパック、内容証明
- 生命保険、バイク自賠責保険、自動車保険、がん保険、引受条件緩和型医療保険
- 地方公共団体事務（大阪市ごみ処理券の販売、市バス・地下鉄優待乗車証の交付）
- 「558-00xx」区域（大阪市住吉区全域）の集配業務
- ゆうゆう窓口

### ゆうちょ銀行住吉店
- 貯金、貸付、為替、振替、振込、国際送金、外貨両替、トラベラーズチェック、国債、投資信託、変額年金保険
- ATM

## 周辺
- 大阪市住吉区役所
- 大阪府立大阪南視覚支援学校

## アクセス
- JR阪和線 我孫子町駅から徒歩約5分
- 南海高野線 我孫子前駅から徒歩約14分
- 地下鉄御堂筋線 あびこ駅から徒歩約13分
- 阪神高速堺線 住之江出入口から東へ約2.5km
- 駐車場あり：9台